# اچ‌ام‌اس مالو (۱۹۱۵)
اچ‌ام‌اس مالو (۱۹۱۵) (به انگلیسی: HMS Mallow (1915)) یک کشتی بود که طول آن ۲۵۰ فوت (۷۶ متر) بود. این کشتی در سال ۱۹۱۵ ساخته شد.